# Lecanopsis mirabilis
Lecanopsis mirabilis är en insektsart som beskrevs av Pellizzari och Fontana 2002. Lecanopsis mirabilis ingår i släktet Lecanopsis och familjen skålsköldlöss. Inga underarter finns listade i Catalogue of Life.